# Olszański Potok
Olszański Potok – potok w południowo-zachodniej Polsce na Pogórzu Wałbrzyskim w Sudetach.
Potok wypływa ze stoku szczytu Czartki (417 m n.p.m.) w Książańskim Parku Krajobrazowym, płynie jego granicą, dalej przez wsie Jaskulin, Olszany, za którą wpływa do Czarnuchy dopływu Strzegomki.